# TOKYO M.A.A.D SPIN
『TOKYO M.A.A.D SPIN』（トーキョー マッドスピン）は、2018年10月2日からJ-WAVEで放送されているラジオ番組である。

## 概要
前番組『J'S SELECTION』から打って変わり、東京のダンスミュージック・シーンにまつわるカルチャー、アート、ファッション、ニッチなニュースなどを取り上げ、アウトプットさせていく番組。番組ハッシュタグは『#maadspin』。
番組放送当初は、毎週異なるクラブやイベントと連動し、そこに関わるDJたちのミックスを2時間放送する番組としてオンエアされていた。
その後、幾度のリニューアルを経て、2024年3月までは、前半1時間をトークパート、後半1時間をDJ Mixパートとしてオンエアしていた（最終月曜日は除く）。
2024年4月改編で、火 - 金曜未明（月 - 木曜深夜）枠にて『THE UNIVERSE』が再開されたことに伴い、本番組は土・日曜未明（金・土曜深夜）に集約するとともに、日曜未明（土曜深夜）は『SATURDAY NIGHT VIBES』だった枠も含め1時 - 5時の4時間枠に刷新。ナビゲーターも各週ごとに振り分け、新担当も追加しながら基本的に続投する体制を取った。

## ナビゲーター
現在
2024年4月改編時点。※は準レギュラー。
|       | 土曜未明（金曜深夜）                | 日曜未明（土曜深夜） |
| ----- | ----------------------------------- | --- |
| 第1週 | KO KIMURA×WOMB×INTERNATIONAL ARTIST | - Zeebra＆Ren Yokoi - WOLF HOWL HARMONY - DJ KAORI                                                                                             |
| 第2週 | SEKITOVA                            | - NAZWA!（Watusi・Naz Chris） - 土屋敏男×大塚恭司 - KMC＆STUTS                                                                                 |
| 第3週 | DJ JIN（RHYMESTER）                 | - 高木完 - 小山田圭吾 (Cornelius) - オカモトレイジ - NEIGHBORHOOD RADIO - 田中知之（FPM） - いとうせいこう※ - 山口美波（VIVA STRANGE）※        |
| 第4週 | RISA TANIGUCHI                      | - ゆう坊＆マシリトのkosokoso放送局（1:00 - 3:00） - 堀井雄二＆鳥嶋和彦 - 坂口博信※ - 三条陸＆サイトーブイ - 近田春夫×小泉今日子（3:00 - 5:00） |
| 第5週 | DJ EMMA and surprise !!             | NEW ERA & Expermental WORLD |

2023年10月 - 2024年3月までのナビゲーター
- 月曜日：NAZWA!（Watusi・Naz Chris） / 鳥嶋和彦・堀井雄二（最終月曜日『ゆう坊＆マシリトのKosoKoso放送局』として。堀井のみ隔月出演[1]）
  - Naz Chrisは本番組のプロデューサーも兼任している。
- 火曜日：高木完
- 水曜日：DJ JIN（RHYMESTER）
- 木曜日：KO KIMURA
- 金曜日：EXILE MAKIDAI＆DJ DARUMA from PKCZ®
- 土曜日：Zeebra・Ren Yokoi（第1土曜日）/ DJ EMMA（第2土曜日）/ DJ KAORI（第3土曜日）/ 近田春夫・小泉今日子（第4土曜日）

過去
- 水曜日：Frasco
- 土曜日：block.fm、Licaxxx (Tokyo Community Radio)（当初は毎月最終金曜日を担当）

## 放送時間
以下の時間は日本標準時に基づく。
- 毎週月曜日 - 木曜日、土曜日 27:00 - 29:00（2018年10月2日 - 2024年3月28日）
- 毎週金曜日 27:00 - 29:00（2018年10月5日 - ）
- 毎週土曜日 25:00 - 29:00（2024年4月6日 - ）